# Vidua
Vidua és un gènere d'ocells de la família Viduidae.

## Taxonomia
Segons la Classificació del Congrés Ornitològic Internacional (versió 15.1, 2025) aquest gènere està format per 19 espècies:
- Vídua del Senegal (Vidua chalybeata Müller, PLS, 1776)
- Vídua violàcia (Vidua purpurascens Reichenow, 1883)
- Vídua jambandu (Vidua raricola Payne, 1982)
- Vídua de Barka (Vidua larvaticola Payne, 1982)
- Vídua funesta (Vidua funerea de Tarragon, L, 1847)
- Vídua de Codrington (Vidua codringtoni Neave, 1907)
- Vídua de Wilson (Vidua wilsoni Hartert, EJO, 1901)
- Vídua de Nigèria (Vidua nigeriae Alexander, 1908)
- Vídua del Jos (Vidua maryae Payne, 1982)
- Vídua del Camerun (Vidua camerunensis Grote, 1922)
- Vídua cua d'agulla (Vidua macroura Pallas, 1764)
- Vídua metàl·lica (Vidua hypocherina Verreaux, J & Verreaux, E, 1856)
- Vídua de Fischer (Vidua fischeri Reichenow, 1882)
- Vídua reial (Vidua regia Linneaeus, 1766)
- Vídua del paradís (Vidua paradisaea Linneaeus, 1758)
- Vídua del Sahel (Vidua orientalis Heuglin, 1870)
- Vídua cridanera (Vidua interjecta Grote, 1922)
- Vídua de Togo (Vidua togoensis Grote, 1923)
- Vídua cuaampla (Vidua obtusa Chapin, 1922)